# Malik Feroz Khan Noon

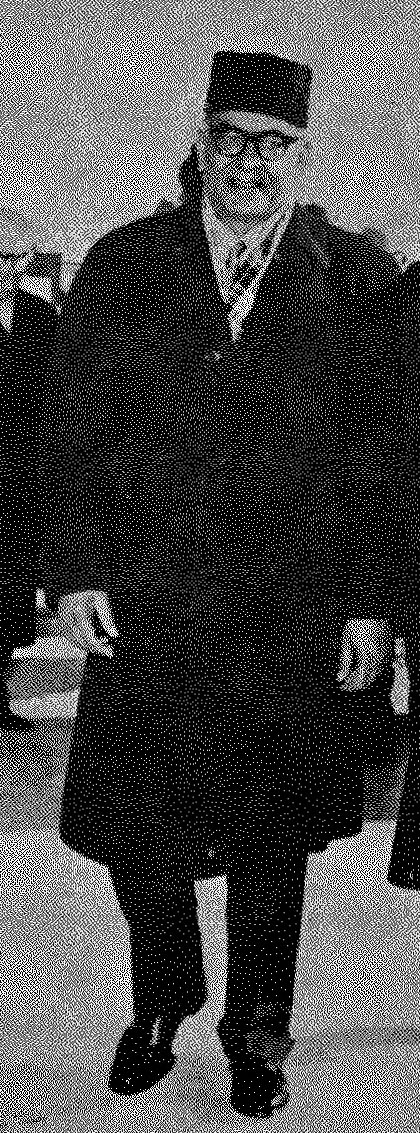
Malik Feroz Khan Noon, 1958

Sir Malik Feroz Khan Noon (Panjabi فیروز خان نون, Urdu ملک فیروز خان نون‎; * 7. Mai 1893 im Punjab; † 9. Dezember 1970 im punjabischen Nurpur Noon, Distrikt Sargodha) war ein pakistanischer Politiker.

## Leben
Feroz Khan Noon stammte aus einer der einflussreichsten Landbesitzerfamilien des Punjab. Er studierte an der englischen Universität Oxford und hatte danach zahlreiche Posten in der Regierung Britisch-Indiens und später Pakistans inne. In der „Pakistan-Bewegung“ spielte er ebenfalls eine wichtige Rolle.
Von 1936 bis 1941 war er Hochkommissar (Botschafter) Indiens im Vereinigten Königreich. 1947 wurde er vom Gründer Pakistans, Muhammad Ali Jinnah, als Sonderbotschafter in eine Reihe von Ländern der islamischen Welt geschickt. Ziel dieser Mission war es, Pakistan vorzustellen, die Gründe für sein Entstehen zu erklären und um moralische und finanzielle Unterstützung zu werben.
Von 1953 bis 1956 war Noon Ministerpräsident (Chief Minister) der Provinz Punjab, danach – bis 1957 – Außenminister.  Am 16. Dezember 1957 wurde Noon der siebte Premierminister von Pakistan. Er verlor diesen Posten am 7. Oktober 1958, als der pakistanische General Iskander Mirza das Kriegsrecht über Pakistan verhängte.
Noon schrieb auch fünf Bücher, darunter seine Autobiographie („From Memory“).
Er war verheiratet mit Begum Viqar un Nisa Noon, die sich als Sozialfürsorgerin ihr Leben lang für die Besserung des Loses der Menschen in Pakistan einsetzte.
1933 wurde er als Knight Bachelor geadelt. 1937 wurde er zudem als Knight Commander in den Order of the Indian Empire sowie 1941 als Knight Commander in den Order of the Star of India aufgenommen.
Noon starb am 9. Dezember 1970 in seinem Heimatdorf Nurpur Noon, nahe Bhalwal im Distrikt Sargodha (Pakistan).